# Wasil Gigiadze
Wasil Gigiadze, gruz. ვასილ გიგიაძე, ros. Васил Гигиадзе (ur. 3 czerwca 1977 w Kutaisi, Gruzińska SRR) – gruziński piłkarz, grający na pozycji napastnika, reprezentant Gruzji.

## Kariera piłkarska

### Kariera klubowa
Jako 7-latek zapisał się do Szkoły Piłkarskiej Rzmena Kutaisi, a mając 17 lat już występował w podstawowym składzie tego klubu. W następnym 1996 przeszedł do pierwszoligowego Torpeda Kutaisi, ale przez konflikt z trenerem był zmuszony zmienić klub na Iberia Samtredia. W 2000 zadebiutował w składzie Dinamo Tbilisi. Po zakończeniu sezonu wyjechał do Rosji, gdzie miał podpisać kontrakt z Torpedem Moskwa. Jednak nie doszedł do porozumienia podczas podpisania kontraktu i trafił do ukraińskiego klubu Tawrija Symferopol. W 2003 próbuje sił w rosyjskim Urałanie Elista, ale po spadku z Premier Ligi, w 2004 wrócił do Tawrii Symferopol. W latach 2005–2007 bronił barw Krywbasu Krzywy Róg. W sezonie 2007–2008 występował w Naftowyku Ochtyrka, jednak w 13 spotkaniach nie strzelił ani jednej bramki. W 2009 po raz trzeci powrócił do Tawrii Symferopol podpisując 2-letni kontrakt. W grudniu 2011 opuścił krymski klub.

### Kariera reprezentacyjna
W latach 2005–2007 występował w reprezentacji Gruzji. Łącznie rozegrał tylko 6 gier reprezentacyjnych. Chociaż wcześniej regularnie był powoływany do młodzieżowej reprezentacji.

## Nagrody i odznaczenia
- wicekról strzelców w Wyszczej Lidze w sezonie 2006/07 - 11 bramek.